# تپه امام‌زاده آورزمان
تپه امام‌زاده آورزمان مربوط به هزاره دوم و۱- دوران‌های تاریخی پس از اسلام است و در شهرستان ملایر، بخش سامن، روستای‌آور زمان واقع شده و این اثر در تاریخ ۱۰ دی ۱۳۸۱ با شمارهٔ ثبت ۷۰۱۴ به‌عنوان یکی از آثار ملی ایران به ثبت رسیده‌است.
این تپه تاریخی طی سال‌های گذشته به منظور دستیابی به آثار باستانی و عتیقه مورد حفاری و شکاف قرار گرفته که موجب آسیب تپه گردیده است.
این تپه تاریخی در مجاورت یک امام زاده قرار دارد که به این دلیل تپهٔ امام زاده نامیده می‌شود.
ارتفاع این تپه حدود بیست و پنج متر بوده و وسعت محیطی آن به تقریب هزار متر مربع می‌باشد ولی علی‌رغم همین مساحت کم در حفاری‌های غیرمجاز، آثار باستانی زیادی از محل تپه کشف و به سرقت رفته است که امروز آثار این حفاری‌ها هنوز بر پیکر این تپه قابل مشاهده است.